# Гавестон, Пирс
Пирс Гавестон, 1-й граф Корнуолл (англ. Piers Gaveston, 1st Earl of Cornwall), также Пьер Гавестон (фр. Pierre Gaveston) и Пирс Габастон (фр. Pieres de Gabaston; ок. 1284 — 19 июня 1312) — английский аристократ, гасконец по происхождению. Друг детства, фаворит и предполагаемый любовник английского короля Эдуарда II.
В юном возрасте Пирс произвёл хорошее впечатление на короля Эдуарда I, благодаря чему оказался при дворе его сына Эдуарда Карнарвонского. Гавестон смог настолько сблизиться с принцем, что король отправил фаворита сына в изгнание, вскоре окончившееся со смертью Эдуарда I и восшествием на престол Эдуарда II. Молодой король даровал Пирсу титул графа Корнуолла и выдал за него замуж свою племянницу Маргарет де Клер, сестру влиятельного графа Глостера.
Влияние и близость Гавестона к королю спровоцировали недовольство нескольких представителей знати, и в 1308 году Эдуард II был снова вынужден отправить его в изгнание. Во время отсутствия при дворе Пирс служил лорд-лейтенантом Ирландии. Однако Эдварду удалось договориться о заключении сделки с оппозицией, и Гавестон вернулся в следующем году. По возвращении его поведение стало ещё более оскорбительным, и в соответствии с Ордонансами 1311 года было принято решение о том, что фаворит должен быть изгнан навсегда. Когда Пирс вернулся в 1312 году, его преследовала и казнила группа магнатов во главе с Томасом, графом Ланкастером, и Ги де Бошаном, графом Уориком.
Средневековые летописцы утверждали, что Эдуард II и Пирс Гавестон были любовниками — слух, который позднее укрепился в художественной литературе, таких как пьеса XVI века Кристофера Марло «Эдуард II». Это утверждение получило поддержку некоторых современных историков, в то время как другие подвергли его сомнению. Согласно Пьеру Чапле, отношения между королём и его фаворитом были в большей степени братскими, а Гавестон служил неофициальным заместителем короля. Другие историки, такие как Джей Эс Гамильтон, отмечали, что озабоченность по поводу сексуальности двух мужчин не была в центре обиды дворянства, которая, скорее, была сосредоточена на исключительном доступе Гавестона к королевскому покровительству.

## Биография

### Происхождение и ранние годы
Отец Гавестона, Арно де Габастон, был гасконским рыцарем на службе у Гастона VII, виконта Беарна. Арно приобрёл обширные владения в Гаскони благодаря браку с Кларамондой де Маршан, сестрой и сонаследницей крупного землевладельца Арно-Гийома де Маршана. Благодаря владениям жены Арно стал вассалом английского короля, поскольку последний также являлся герцогом Аквитании. Габастон поступил на длительную службу к королю Эдуарду I в период войн с Уэльсом в 1282–1283 годах, в которых Арно участвовал с существенным контингентом. Незадолго до 4 февраля 1287 года супруга Арно, Кларамонда, скончалась, и всю оставшуюся жизнь Габастон пытался сохранить наследство покойной жены от притязаний со стороны родственников и соседей, из-за чего оказался финансово зависим от английского короля и вынужден был оставаться на службе. Габастон был использован в качестве заложника королём Эдуардом дважды: в 1288 году он стал заложником в Арагоне, а в 1294 году — у французского короля, когда ему удалось сбежать в Англию в 1297 году. После краткого возвращения домой Габастон снова отправился в Англию в 1300 году, где служил Эдуарду I во время шотландских войн. Арно умер в период до 18 мая 1302 года.
О ранних годах жизни Пирса Гавестона, младшего сына Арно де Габастона, известно мало; неизвестна и дата его рождения. Пирс и Эдуард Карнарвонский, родившийся 25 апреля 1284 года, по сообщениям современников были одного возраста и, таким образом, Гавестон родился приблизительно в 1284 году. Хотя в одной из хроник утверждается, что Пирс сопровождал своего отца в Англию в 1297 году, первое достоверное упоминание о нём сообщает о нахождении Гавестона в Гаскони в том же 1297 году, когда он был на службе у Эдуарда I. В 1300 году Пирс отплыл в Англию вместе с отцом и своим старшим братом Арно-Гийомом де Маршаном; именно в этот период времени Гавестон присоединился ко двору принца Эдуарда. Король, по всей видимости, был впечатлён поведением и военными навыками Гавестона и желал, чтобы он послужил образцом для наследника престола. В 1304 году, вероятно по просьбе сына, Эдуард I в качестве награды за службу передал под опеку Пирса малолетнего Роджера Мортимера, барона Вигмора, отец которого скончался в июле того года. Этот жест короля сделал Гавестона ответственным за имущество Мортимера до его совершеннолетия и послужило доказательством уверенности Эдуарда I в компаньоне наследника.

### Первое изгнание и возвращение
Их близость и влияние Гавестона на принца встревожили Эдуарда I, который в 1307 году отослал молодого человека во Францию.

### Граф Корнуолл

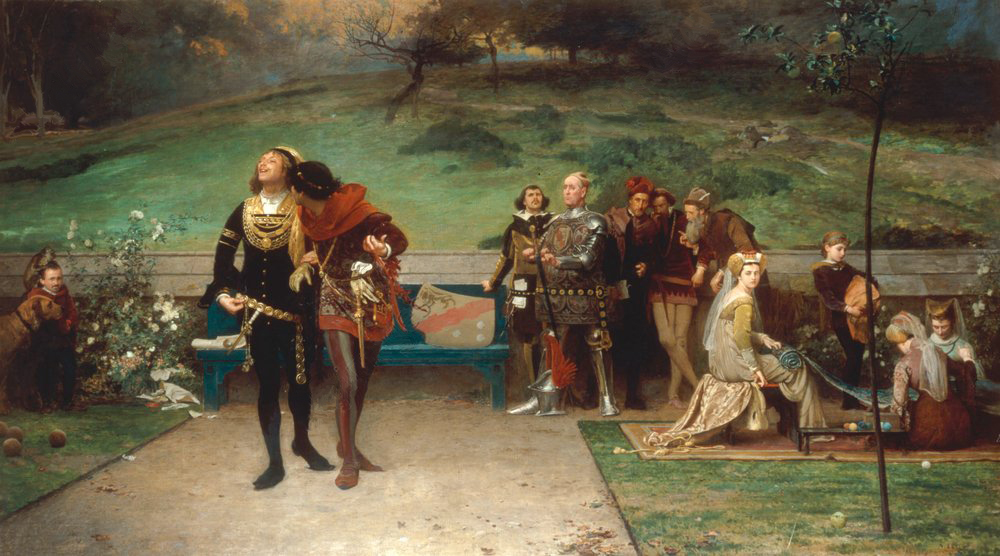
«Эдуард II и его фаворит Пирс Гавестон». Маркус Стоун, 1872 год

Через несколько месяцев Эдуард II сменил отца на престоле. Первым делом он вернул Гавестона ко двору, даровал ему титул графа Корнуолла и женил на своей племяннице.

### Ирландия и возвращение
Во время пребывания короля во Франции в 1308 году Гавестон фактически правил государством. Его надменное поведение и успехи на турнирах питали ненависть к нему других баронов (за исключением Роджера Мортимера и Хью Диспенсера). На коронацию своего товарища он явился в вызывающем наряде — королевском пурпуре. Чтобы унять ропот баронов, Эдуард отослал Гавестона в Ирландию.

### Ордонансы и последнее изгнание
Возвращение Гавестона ко двору в июле 1309 года спровоцировало новое противостояние монарха с крупными феодалами. В 1311 году король согласился на вечное изгнание Гавестона из пределов государства. В следующем году Гавестон тайно вернулся из Фландрии и затворился с королём в замке Скарборо, где их осадили бунтующие бароны.

### Возвращение и смерть
Пока король ездил по стране, собирая армию, Гавестон сдался на милость графа Пембрука. Вскоре его перехватил другой могущественный феодал, граф Уорик. Он увёз Гавестона пленником в свой фамильный замок, где впоследствии его казнили и обезглавили. По приказу короля тело Гавестона было погребено со всеми почестями.

### Последствия

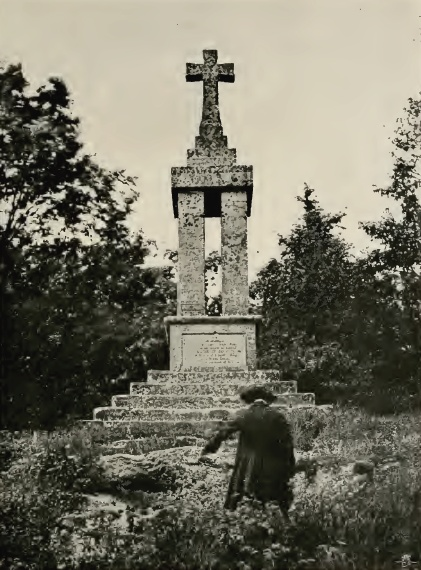
Памятник на месте гибели Пирса Гавестона в Блеклоу-Хилл близ Уорика

## Историческая оценка
- Гавестон — один из главных героев пьесы «Эдуард II» К. Марло, которая легла в основу известного фильма Дерека Джармена.
- Имя Гавестона носит секретное оксфордское общество, члены которого, по слухам, предаются сексуальным оргиям.

## Комментарии
1. ↑  Своё фамильное прозвание семья получила по французскому местечку Габастон; вариации фамилии образовались из-за различного написания[3].
2. ↑  Арно-Гийом вскоре покинул Англию и служил сенешалем Аженуа. Маршан не посещал Англию вплоть до смерти брата[12].